# M1 Combat Car
De M1 Combat Car was een tankette die gebruikt werd door de U.S. Cavalry in de jaren dertig van de 20e eeuw. De M1 Combat Car heeft niet deelgenomen aan de Tweede Wereldoorlog, het lichte pantser maakte het voertuig zeer kwetsbaar, maar het was wel de basis voor de succesvolle M3-M5 Stuart.

## Voorgeschiedenis
Bij de start van de Tweede Wereldoorlog was het Amerikaanse leger totaal onvoorbereid op een mobiele tankoorlog. In 1918 waren een paar tanks gemaakt, maar geen van deze kwam in actie op de slagvelden van de Eerste Wereldoorlog. Een paar exemplaren van de Mark VIII waren gemaakt door Rock Island Arsenal. De topsnelheid lag op ongeveer 8 kilometer per uur. Tussen 1920 en 1935 gebeurde er weinig; slechts 35 tanks werden gefabriceerd, allemaal uniek.
In de plannen van de War Department uit de jaren dertig werd geen rekening gehouden met grote manoeuvres met veel en met hoge snelheid bewegende tanks. Het Tank Corps, opgericht tijdens de Eerste Wereldoorlog, was opgeheven en de ontwikkeling van tanks lag bij de infanterie. De behoefte ging uit naar langzaam bewegende tanks, die optrokken met de infanterie, licht gepantserd en bewapend met uitsluitend machinegeweren.
Vlak voor het uitbreken van de oorlog, in 1939-40, lag er nog steeds geen prioriteit op de ontwikkeling van tanks. De militaire doctrine had het gebruik van tanks nog niet doordacht en daardoor ook geen eisenpakket neergelegd waaraan tanks zouden moeten voldoen. De hoge aanschafkosten van een tank, tussen de US$ 25.000 en US$ 50.000, vormde ook een belemmering. Slechts twee orders werden geplaatst, waarvan 10 stuks van de M2A4 aan Baldwin Locomotive Works de belangrijkste was. Aanloopproblemen, zoals gebrek aan speciale machines en pantserplaten, vertraagde de aanvang van de productie tot na december 1941.
Het leger plaatste een order bij bouwers van spoorwegmaterieel. Deze hadden ervaring met het maken van grote, zware en gecompliceerde machines. De spoorwegmaatschappijen maakten een moeilijke periode door, ze plaatsen nauwelijks orders voor nieuw materieel, waardoor de bouwers van locomotieven capaciteit over hadden om tanks te fabriceren. Zij maakten de romp en torens, maar motoren, bewapening en ander specifiek militair materieel werden door andere partijen geleverd.
De eerste tankorder van de Tweede Wereldoorlog was voor 329 lichte tanks, de M2A4. Rock Island Arsenal begeleidde het aankooptraject en American Car and Foundry Company kreeg de order in oktober 1939. Er waren 2000 bouwtekeningen en de 12 ton zware M2A4 telde 2800 onderdelen die op hun beurt weer waren samengesteld uit 14.000 verschillende delen. Deze laatste getallen waren nog exclusief de motor en versnellingsbak. Het verkrijgen van pantserplaten werd pas opgelost toen het bedrijf een eigen productielijn voor pantserplaten in gebruik nam. In april 1940 werd de eerste tank geleverd en in maart 1941 de laatste. De order was in de tussentijd verhoogd naar 365 exemplaren.
Rock Island Arsenal had in 1939 nog 18 M2’s geleverd. Bij het uitbreken van de Tweede Wereldoorlog in Europa in juli 1940 beschikte het Amerikaanse leger over 64 tanks, 18 middelzware en 46 lichte exemplaren. Er waren overigens ook nog zo’n 900 oudere modellen die totaal ongeschikt waren voor de komende strijd.

## Geschiedenis
Door een Amerikaanse wet uit 1920, bekend als de Kahn Act, werden tanks verbonden aan infanterie-eenheden. Om de cavalerie toch te bewapenen met pantservoertuigen, werden er voor dit legeronderdeel zogenaamde Combat Cars, oftewel gevechtsvoertuigen, ontworpen. De infanterie was uitgerust met de M2 Light Tank die overigens veel leek op de M1 Combat Car. Het belangrijkste verschil was een dubbele toren op de M2 terwijl de M1 uitgerust was met een enkele toren. De M1 en M2 werd geproduceerd door Rock Island Arsenal.
In 1931 had Continental Motors Company het Amerikaanse leger benaderd om een vliegtuigmotor, de A-70, aan te passen voor gebruik in tanks. De A-70 telt zeven cilinders goed voor een vermogen van 165 pk. Het leger stemde in en Continental Motors paste de motor aan en gaf het de aanduiding W-670 of R-670. De eerste W-670 werd gemonteerd in de M1 Combat Car.
In 1937 werden de eerste M1's in dienst genomen en drie jaar later, in 1940, raakte de benaming "Combat Car" uit gebruik en werd de nieuwe naam Light Tank M1A2.

## Beschrijving
De M1 was een licht gepantserd voertuig, het pantser was maximaal 16 mm dik. De geschutskoepel kon volledig ronddraaien. De bewapening bestond enkel uit vier machinegeweren. In de toren was een 12,7mm-machinegeweer geplaatst en coaxiaal een lichter wapen, een 7,62mm-machinegeweer. Op het torendak was een mitrailleur van kaliber 7,62mm geplaatst tegen luchtdoelen en ten slotte eenzelfde wapen in de romp van het voertuig. Er was ruimte om 1100 patronen van 12,7 mm mee te nemen en 6000 van 7,62 mm. De bemanning bestond uit vier personen. De commandant had plaats in de toren met een schutter en in de romp de chauffeur en nog een schutter. Het torendak kon opengeklapt worden om het wapen tegen luchtdoelen te gebruiken. De motor was een Continental W-670, zevencilinder in radiaal opstelling, viertakt benzinemotor met een vermogen van 260 pk. De versnellingsbak telde vijf versnellingen voor- en één achteruit. Het gewicht van het voertuig was circa 8,5 ton en de brandstoftank een capaciteit van 190 liter.

## Varianten
- M1 – De originele versie. Hiervan werden er 89 gebouwd.
- M1A1 – Was uitgerust met een nieuwe, achthoekige, toren, in plaats van een D-vormige toren met een platte voorkant. Had verder een grotere afstand tussen de draaistellen en was daarmee circa 30 centimeter langer dan de M1. Hiervan werden er zeventien gebouwd.
- M1A1E1 – Had een Guilberson T-1020 negencilinder dieselmotor. Het vermogen van deze motor was nagenoeg gelijk aan die van de Continental benzinemotor. De brandstoftank was iets groter met een capaciteit van 227 liter. Er zijn zeven exemplaren gemaakt.